# Realizm magiczny
Realizm magiczny (hiszp. realismo mágico) – tendencja estetyczna, ukształtowana początkowo w Niemczech w latach 20. XX wieku w sztukach plastycznych, wtórnie zaadaptowana na grunt literacki. Historycznie stanowił reakcję na ekspresjonizm, bliski jest także Neue Sachlichkeit (Nowa Rzeczowość). W swoich założeniach ta odmiana realizmu zrezygnowała z osadzenia w rzeczywistości, jak również z całej estetyki mimetycznej. Głównym czynnikiem wyróżniającym nurt było odwoływanie się do wyobraźni, operowanie tym co dziwne, niezwykłe, zaskakujące, nawiązywanie do legend i mitów oraz lokalnych tradycji.
Realizm magiczny szybko zaadaptował się w hiszpańskim obszarze językowym, stając się jednym z głównych nurtów literatury iberoamerykańskiej. Za utwory, które pierwsze realizowały poetykę realizmu magicznego, uważa się zbiory opowiadań Legendy gwatemalskie (1930) Miguela Asturiasa i Powszechna historia nikczemności (1935) Jorge Borgesa.

## Historia
Pojęcia „realizm magiczny” po raz pierwszy użył niemiecki artysta Franz Roh w odniesieniu do stylu znanego także jako Neue Sachlichkeit (Nowy Obiektywizm, Nowa Rzeczowość). Później, w latach czterdziestych i pięćdziesiątych, został on użyty przez amerykańskich malarzy, takich jak Ivan Albright, Paul Cadmus, George Tooker i wielu innych, dla opisania niecodziennego realizmu. Jednakże w odróżnieniu od swojego znaczenia w literaturze, pojęcie to odnosi się do obrazów, które nie mają w sobie nic fantastycznego ani magicznego, ale są za to nadzwyczaj realistyczne i często przyziemne.
W latach sześćdziesiątych pojęcie to zostało po raz pierwszy wskrzeszone i zastosowane w dziedzinie fikcji jako kombinacja elementów realistycznych i fantastycznych przez wenezuelskiego eseistę i krytyka Artura Uslar-Pietriego. Uslar-Pietri, będąc pod wpływem mieszanki realizmu i fikcji wpływowej powieści Macunaima Andrade’a, zastosował je do bardzo specyficznego południowoafrykańskiego gatunku. Jednakże samo określenie zaczęło być popularne dopiero po użyciu go przez laureata nagrody Nobla – Miguela Angela Asturiasa – do opisania stylu swoich powieści. Pojęcie to zyskało popularność wraz z latynoamerykańskim boomem, najbardziej wyraźnie u Alejo Carpentiera, Jorgego Luisa Borgesa, Jacques’a Stephena Alexisa, Juana Rulfo, Carlosa Fuentesa  i Gabriela Garcíi Márqueza. Ten ostatni wyznał, że „Mój najważniejszy problem polegał na zniszczeniu linii demarkacyjnej, która oddziela to co wydaje się być realne od tego co fantastyczne”.
Później pojęcie odnoszono w stosunku do wcześniejszych pisarzy, takich jak Jorge Luis Borges, Michaił Bułhakow, czy Ernst Jünger, a także do postkolonialnych i innych współczesnych pisarzy od Salmana Rushdiego i Güntera Grassa po Janet Frame czy Angelę Carter.

## Literatura
W literaturze realizm magiczny często łączy ze sobą czynniki zewnętrzne ludzkiej egzystencji z wewnętrznymi. Jest to fuzja pomiędzy naukową fizycznością rzeczywistości i psychologiczną ludzką rzeczywistością. Zawiera ona aspekty ludzkiej egzystencji, takie jak myśli, emocje, marzenia, kulturowe mitologie i wyobraźnię. Poprzez to połączenie realizm magiczny może być bardziej dokładny przy opisie ludzkiej rzeczywistości. Mimo to pewne ludzkie lub grupowe postrzeganie rzeczywistości może różnić się od siebie: dla osoby wtajemniczonej, pewien magiczno-realistyczny tekst może być relatywnie dokładnym odmalowaniem rzeczywistości. Jednakże ten sam tekst może wydawać się nierealny dla kogoś z zewnątrz, kogo percepcja może się znacznie różnić od osoby z wewnątrz. Mimo to czytelnik, często też outsider, może zmniejszyć tę przepaść poprzez chwilowe stłumienie swojej percepcji rzeczywistości i dostosowanie jej do tej zaprezentowanej w tekście. To z kolei wyposaża czytelnika w niezbędne narzędzia do rozszyfrowania tekstu. Może to być opisane jako „przekształcone” obowiązki czytelnika. W swoich pracach realiści magiczni opisują określone pojęcie rzeczywistości: stąd kultura, historia czy geografia mają dla nich tak wielką wagę. Właściwie realizm magiczny może być rozpatrywany jako jedna z literackich manifestacji „innego wielkiego narodu”. W dwudziestym wieku ideał ujednolicenia spowodował społeczne rozdźwięki wśród światowych społeczności i grup społecznych, a także pomiędzy nimi, osiągając gorączkowy ton, stąd naznaczona krwią historia dwudziestego wieku. W następstwie konfliktu niektórzy próbowali przyswoić sobie historię, aby wspomóc proces leczenia poszczególnych społeczności albo grup społecznych i ponownie zdefiniować ich tożsamość. W literaturze manifestowało się to poprzez realizm magiczny, strategię przejawiającą się w dysydenckim i dialektycznym dyskursie, który może zapewnić wierniejszą reprezentację ludzkiej rzeczywistości jako całości. Istotnie, realizm magiczny może być postrzegany jako historia o tej innej (rzeczywistości).
We wszystkich tekstach realistyczno-magicznych można odnaleźć: otoczenie o relatywnie specyficznym kontekście; rzeczywistość prezentowaną jako ludzkie doświadczenie świata; cząstki racjonalnie niewytłumaczalne oraz realne pozostające w związku symbiotycznym.
Chociaż literatura realistyczno-magiczna różni się w swojej strukturze i wyglądzie, to jeden uniwersalny temat, to jest użycie fantastyki dla podkreślenia i rzucenia wyzwania otaczającej strukturze (setting's paradigm), niż tylko jako środek do podtrzymania wątku czy tła.

## Utwory
- Jacques Stephen Alexis – Realizm magiczny Haitańczyków (Realisme Merveilleux des Haitiens)
- Isabel Allende – Dom dusz (La casa de los espíritus), Opowieści Ewy Luny (Cuentos de Eva Luna)
- Miguel Ángel Asturias – Legendy gwatemalskie, Ludzie z kukurydzy (Hombres de maíz), Pewna mulatka, Pan Prezydent (El Señor Presidente)
- Wacław Kostek-Biernacki – Straszny gość
- Michaił Bułhakow – Mistrz i Małgorzata (Мастер и Маргарита)
- Italo Calvino – Niewidoczne miasta (Le città invisibili)
- Peter Carey – Illywhacker (Illywhacker)
- Alejo Carpentier – Eksplozja w katedrze, Królestwo z tego świata (El reino de este mundo),  Podróż do źródeł czasu (Los pasos perdidos)
- Angela Carter – Magiczny sklep z zabawkami (The Magic Toyshop)
- Julio Cortázar – Gra w klasy (Rayuela)
- Michael Crummey – Dostatek (Galore)
- José Donoso – Plugawy ptak nocy (El obsceno pájaro de la noche)
- Ralph Ellison – Niewidzialny człowiek (Invisible Man)
- Laura Esquivel – Przepiórki w płatkach róży (Como agua para chocolate)
- Janet Frame –  The Carpathians (The Carpathians)
- Carlos Fuentes – Śmierć Artemia Cruz (La muerte de Artemio Cruz)
- Sara Gallardo – Styczeń (Enero)
- Gabriel García Márquez – Sto lat samotności (Cien años de soledad), Jesień patriarchy (El otoño del patriarca), Szarańcza (La hojarasca)
- Günter Grass – Blaszany bębenek (Die Blechtrommel)
- Hans Henny Jahn – The Shoreless River (Fluss ohne Ufer)
- William Kennedy –  Chwasty
- Thomas King – Truth and Bright Water
- Milan Kundera – Księga śmiechu i zapomnienia (The Book of Laughter and Forgetting)
- Ben Okri – Droga bez dna (The Famished Road)
- Juan Rulfo – Pedro Páramo (Pedro Páramo)
- Salman Rushdie – Dzieci północy (Midnight’s Children)
- José Saramago- Baltazar i Blimunda (Memorial do Convento)
- Michel Tournier – Król Olch (Le Roi des Aulnes)
- Jeanette Winterson – Płeć wiśni (Sexing the Cherry)
- Alexi Zentner – Dotyk (Touch)
- Jakub Małecki – Dżozef

## Archetypy
Poniższe elementy można odnaleźć w wielu powieściach i filmach z dziedziny realizmu magicznego, część z nich można również dostrzec w filmach i powieściach należących do innych gatunków.
- Elementy fantastyczne mogą być intuicyjnie „logiczne”, ale nigdy nie są wytłumaczone.
- Bohaterowie nie kwestionują logiki magicznego elementu.
- Opis bogactwa doznań zmysłowych.
- Obszerne użycie symboli i metaforyki. Często falliczna metaforyka pojawia się w taki sposób, że widz lub czytelnik nie jest tego świadomy.
- Ludzkie emocje i seksualność w odniesieniu do społeczności są tematem szczegółowej analizy.
- Zniekształcenie czasu, który zatacza koło a nawet zanika. Kolejna technika to załamanie czasu, używana jest tak, aby teraźniejszość powtarzała się lub przypominała przeszłość.
- Odwrócenie przyczyny i konsekwencji, np.: bohater cierpi zanim dochodzi do tragedii.
- Zawartość legend lub folkloru.
- Przedstawienie wydarzeń z wielu perspektyw, np.: nadzieje i obawy kolonizatorów, jak i kolonizowanych.
- Lustrzane odbicie przeszłości i teraźniejszości oraz astralnych i fizycznych płaszczyzn bohaterów.
- Zakończenie nie jest jednoznaczne dla czytelnika, który nie wie, czy uwierzyć w magiczną czy realną interpretację wydarzeń w całej historii.

Historie fantastyczne zawierają opowiedzianą historię, w której główna przedstawiona jest jako sen, ale równie dobrze może funkcjonować bez niej. Czytelnik swobodnie wybiera między realną i magiczną interpretacją, więc nie są one zaliczone do kategorii realizmu magicznego.
W odniesieniu do stosunku między autorem, tekstem i czytelnikiem powszechne jest: pozycja autora jako „innego”; narrator jest specyficzny; zadaniem czytelnika staje się rozszyfrowanie tekstu, co wymaga od niego zdystansowania się od rzeczywistości. Popularne motywy to: historie rodzinne, związki i życie rodzinne, życie i śmierć, życie po życiu, spirytualizm, inne rzeczywistości, społeczne i naturalne katastrofy i kataklizmy.
Bohaterowie często są charakterystyczni, posiadają oryginalne, historyczne lub symboliczne imiona. Fabuła jest często nie chronologiczna, zawiła, pokrętna lub sporadycznie chaotyczna; niekiedy równoległa z wieloma wątkami głównymi lub pobocznymi. Sceneria odnosi się zazwyczaj do specyficznego wydarzenia historycznego, kulturalnego lub określonego miejsca geograficznego. Często następuje osobliwe przedstawienie miejsca i czasu: przeskoki w wątkach, wizje z przeszłości i przyszłości; budowa „mitycznego” miejsca takiego jak archetypiczne Macondo.
Historie są pełne rozmaitych mitów, legend, baśni, opowiadań, zwyczajów, magii, astrologii, mitologii, spirytyzmu i religii. Często sposób, w jaki ludzie odbierają rzeczywistość jest ważnym tematem: sen, wyobraźnia, uczucia i emocje, a także podświadomość i duchowość. Niekiedy granica między humorem a obrzydzeniem zaciera się, z jednej strony jest zaskoczenie, absurd i komizm, a z drugiej szok, groteska i makabra.
Wolny, poststruktualistyczny styl pisania magicznego realizmu cechuje niekonwencjonalna pisownia, interpunkcja, kolokacje, gwara, surrealizm, ekspresjonistyczne opisy i różnorodność gatunków i stylów. Kilka z najpopularniejszych retorycznych technik to synestezja i opisy zawierające odczucia wszystkich pięciu zmysłów; izolacja lub drobiazgowy opis przedmiotów; oryginalne metafory i porównania, częste zestawienia; hiperbola i litota; powtórzenie; symbolizm; sardoniczna ironia, oksymoron i paradoks; oraz antropomorfizm.
Oczywiście to, co jest najbardziej zaskakujące dla czytelników to ‘niewytłumaczalne’: zbiegi okoliczności, szczęśliwe trafy, poetycka i boska sprawiedliwość; nadnaturalne i cudowne moce, umiejętności, przepowiednie, omeny i przeczucia.

## Film
Pomimo tego, że termin ten nie jest dobrze zakorzeniony w teorii filmowej, to jednak wiele filmów używa konwencji realizmu magicznego. Na przykład fabuła filmu Tima Burtona, „Duża ryba”, umieszczona jest w świecie rzeczywistym, a element magiczny obecny jest we wspomnieniach i opowieściach bohaterów.
W filmie, tak jak i w innych dziedzinach sztuki, realizm magiczny charakteryzuje silny związek z ekspresjonizmem i można powiedzieć, że niejako rozwinął się z ekspresjonizmu.
Jednakże, realizm magiczny w filmie nie jest dobrze zakorzeniony i ciężko jest przywołać film, który w pełni odwołuje się do konwencji realizmu magicznego. Z tego powodu niemożliwa jest głęboka analiza tego stylu w filmie.
Dwa filmy, które uważa się za dzieła utrzymane w konwencji realizmu magicznego to brytyjskie dzieło „Daughters of the Dust”, a także holenderskie „Ród Antonii„. Obydwa filmy, głęboko zakorzenione w historii, łączą symboliczne rytuały, legendy i folklor. W filmie przeciwstawia się różne stanowiska, które obserwujemy dzięki różnym ujęciom kamery, a także dzięki opisom narratora.
To płynne filmy, gdzie realizm łączy się z magią, a w dowolnym momencie w opowieści, pojawiają się nieoczekiwane wydarzenia, które jednak nie tworzą pełnej fantastyki. Podobnie jak powieści utrzymane w konwencji realizmu magicznego, tak i te filmy podejmują tematykę polityczną i postkolonialną.
Inne filmy zaliczane do stylu realizmu magicznego:
Filmy Federica Felliniego: „Amarcord” czy „A statek płynie” („E la nave va”); „Excalibur” Johna Boormana, a także dzieła Emira Kusturicy: „Czas cyganów” („Dom za vešanje”), „Underground”, „Życie jest cudem” („Život je čudo”), czy wiele innych filmów różnych reżyserów jak „Fisher King”, „Kala”, „Magnolia”, „Amelia” („Le fabuleux destin d’Amélie Poulain”), „Czas Apokalipsy” („Apocalypse Now”), „Jak we śnie” („Science des rêves”), „Intacto”, „Across the Universe”, „Źródło” (The Fountain) Darrena Aronofskiego.
W Polsce często jako należące do stylu realizmu magicznego określa się filmy Jana Jakuba Kolskiego („Jańcio Wodnik”, „Historia kina w Popielawach”, „Jasminum” i in.)
„Ciemno, prawie noc” (2019) również korzysta z tej estetyki.